# 莱格恩山
莱格恩山（德語：Lägern），是瑞士苏黎世州的山峰，位於該國北部，山體的一部分位於阿爾高州，屬於汝拉山的一部分，處於首都蘇黎世西北面約15公里，海拔高度859米，每年平均降雨量1,854毫米。